# Kabinet-Abe I
Het kabinet–Abe I (Japans: 第1次安倍内閣) was de regering van het Keizerrijk Japan van 26 september 2006 tot 26 september 2007.

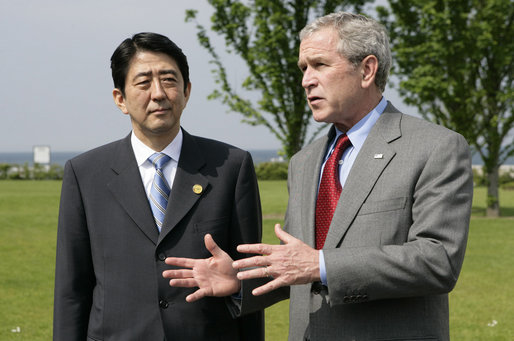
Premier Shinzo Abe en president van de Verenigde Staten George W. Bush tijdens een G7 bijeenkomst in Heiligendamm, Duitsland op 6 juni 2007.

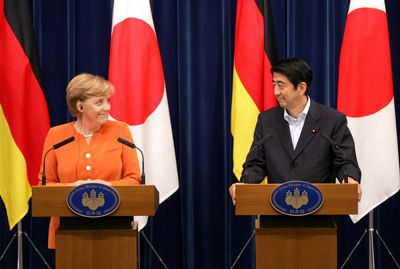
Bondskanselier van Duitsland Angela Merkel en premier Shinzo Abe tijdens een werkbezoek aan het Bundeskanzleramt in Berlijn op 29 augustus 2007.

## Kabinet–Abe I  (2006–2007)
| Ambtsbekleder                                   | Ambtsbekleder         | Ambtsbekleder                              | Functie                                                           | Ambtstermijn      | Ambtstermijn      | Partij |
| ----------------------------------------------- | --------------------- | ------------------------------------------ | ----------------------------------------------------------------- | ----------------- | ----------------- | ------ |
|                                                 | Shinzo Abe            | Shinzo Abe 安倍晋三 (1954–2022)            | Premier                                                           | 26 september 2006 | 26 september 2007 | LDP    |
|                                                 | Yasuhisa Shiozaki     | Yasuhisa Shiozaki 塩崎恭久 (1950)          | Secretaris- generaal                                              | 26 september 2006 | 27 augustus 2007  | LDP    |
|                                                 | Kaoru Yosano          | Kaoru Yosano 与謝野馨 (1938–2017)          | Secretaris- generaal                                              | 27 augustus 2007  | 26 september 2007 | LDP    |
|                                                 | Yoshihide Suga        | Yoshihide Suga 菅義偉 (1948)               | Minister van Binnenlandse Zaken en Communicatie                   | 26 september 2006 | 27 augustus 2007  | LDP    |
|                                                 | Hiroya Masuda         | Hiroya Masuda 増田寛也 (1951)              | Minister van Binnenlandse Zaken en Communicatie                   | 27 augustus 2007  | 24 september 2008 | LDP    |
|                                                 | Taro Aso              | Taro Aso 麻生太郎 (1940)                   | Minister van Buitenlandse Zaken                                   | 31 oktober 2005   | 27 augustus 2007  | LDP    |
|                                                 | Nobutaka Machimura    | Nobutaka Machimura 町村信孝 (1944–2015)    | Minister van Buitenlandse Zaken                                   | 27 augustus 2007  | 26 september 2007 | LDP    |
|                                                 | Koji Omi              | Koji Omi 尾身幸次 (1932–2022)              | Minister van Financiën                                            | 26 september 2006 | 27 augustus 2007  | LDP    |
|                                                 | Fukushiro Nukaga      | Fukushiro Nukaga 額賀福志郎 (1944)         | Minister van Financiën                                            | 27 augustus 2007  | 1 augustus 2008   | LDP    |
|                                                 | Jinen Nagase          | Jinen Nagase 長勢甚遠 (1943)               | Minister van Justitie                                             | 26 september 2006 | 27 augustus 2007  | LDP    |
|                                                 | Kunio Hatoyama        | Kunio Hatoyama 鳩山邦夫 (1948–2016)        | Minister van Justitie                                             | 27 augustus 2007  | 1 augustus 2008   | LDP    |
|                                                 | Akira Amari           | Akira Amari 甘利明 (1949)                  | Minister van Economische Zaken                                    | 26 september 2006 | 1 augustus 2008   | LDP    |
|                                                 | Fumio Kyuma           | Fumio Kyuma 久間章生 (1940)                | Minister van Defensie                                             | 10 januari 2007   | 3 juli 2007       | LDP    |
|                                                 | Yuriko Koike          | Yuriko Koike 小池百合子 (1952)             | Minister van Defensie                                             | 3 juli 2007       | 27 augustus 2007  | LDP    |
|                                                 | Masahiko Komura       | Masahiko Komura 高村正彦 (1942)            | Minister van Defensie                                             | 27 augustus 2007  | 26 september 2007 | LDP    |
|                                                 | Hakuo Yanagisawa      | Hakuo Yanagisawa 柳沢伯夫 (1935)           | Minister van Volksgezondheid, Arbeid en Welzijn                   | 26 september 2006 | 27 augustus 2007  | LDP    |
|                                                 | Yoichi Masuzoe        | Yoichi Masuzoe 舛添要一 (1948)             | Minister van Volksgezondheid, Arbeid en Welzijn                   | 27 augustus 2007  | 16 september 2009 | LDP    |
|                                                 | Bunmei Ibuki          | Bunmei Ibuki 伊吹文明 (1938)               | Minister van Onderwijs, Cultuur, Sport, Wetenschap en Technologie | 26 september 2006 | 26 september 2007 | LDP    |
|                                                 | Tetsuzo Fuyushiba     | Tetsuzo Fuyushiba 冬柴鉄三 (1936–2011)     | Minister van Transport, Infrastructuur en Toerisme                | 26 september 2006 | 1 augustus 2008   | NKP    |
|                                                 | Toshikatsu Matsuoka   | Toshikatsu Matsuoka 松岡利勝 (1945–2007)   | Minister van Landbouw, Bosbouw en Visserij                        | 26 september 2006 | 28 mei 2007       | LDP    |
|                                                 | Masatoshi Wakabayashi | Masatoshi Wakabayashi 若林正俊 (1934–2023) | Minister van Landbouw, Bosbouw en Visserij                        | 28 mei 2007       | 1 juni 2007       | LDP    |
|                                                 | Norihiko Akagi        | Norihiko Akagi 赤城徳彦 (1959)             | Minister van Landbouw, Bosbouw en Visserij                        | 1 juni 2007       | 1 augustus 2007   | LDP    |
|                                                 | Masatoshi Wakabayashi | Masatoshi Wakabayashi 若林正俊 (1934–2023) | Minister van Landbouw, Bosbouw en Visserij                        | 1 augustus 2007   | 27 augustus 2007  | LDP    |
|                                                 | Takehiko Endo         | Takehiko Endo 遠藤武彦 (1938–2019)         | Minister van Landbouw, Bosbouw en Visserij                        | 27 augustus 2007  | 3 september 2007  | LDP    |
|                                                 | Masatoshi Wakabayashi | Masatoshi Wakabayashi 若林正俊 (1934–2023) | Minister van Landbouw, Bosbouw en Visserij                        | 3 september 2007  | 1 augustus 2008   | LDP    |
|                                                 | Masatoshi Wakabayashi | Masatoshi Wakabayashi 若林正俊 (1934–2023) | Minister van Milieu                                               | 26 september 2006 | 1 augustus 2007   | LDP    |
|                                                 | Ichiro Kamoshita      | Ichiro Kamoshita 鴨下一郎 (1949)           | Minister van Milieu                                               | 1 augustus 2007   | 1 augustus 2008   | LDP    |
|                                                 | Kensei Mizote         | Kensei Mizote 溝手顕正 (1942)              | Voorzitter van de Commissie voor Openbare Orde en Veiligheid      | 26 september 2006 | 27 augustus 2007  | LDP    |
| Minister zonder portefeuille                    | Kensei Mizote         | Kensei Mizote 溝手顕正 (1942)              |                                                                   | 26 september 2006 | 27 augustus 2007  | LDP    |
|                                                 | Shinya Izumi          | Shinya Izumi 泉信也 (1937)                 | Voorzitter van de Commissie voor Openbare Orde en Veiligheid      | 27 augustus 2007  | 26 september 2007 | LDP    |
| Minister zonder portefeuille                    | Shinya Izumi          | Shinya Izumi 泉信也 (1937)                 |                                                                   | 27 augustus 2007  | 26 september 2007 | LDP    |
|                                                 | Sanae Takaichi        | Sanae Takaichi 高市早苗 (1961)             | Minister voor Sociale Zaken                                       | 26 september 2006 | 27 augustus 2007  | LDP    |
| Minister voor Okinawa en de Koerilen            | Sanae Takaichi        | Sanae Takaichi 高市早苗 (1961)             |                                                                   | 26 september 2006 | 27 augustus 2007  | LDP    |
| Minister voor Wetenschaps- en Technologiebeleid | Sanae Takaichi        | Sanae Takaichi 高市早苗 (1961)             |                                                                   | 26 september 2006 | 27 augustus 2007  | LDP    |
| Minister voor Gelijkheid                        | Sanae Takaichi        | Sanae Takaichi 高市早苗 (1961)             |                                                                   | 26 september 2006 | 27 augustus 2007  | LDP    |
| Minister voor Voedselveiligheid                 | Sanae Takaichi        | Sanae Takaichi 高市早苗 (1961)             |                                                                   | 26 september 2006 | 27 augustus 2007  | LDP    |
|                                                 | Fumio Kishida         | Fumio Kishida 岸田文雄 (1957)              | Minister voor Sociale Zaken                                       | 27 augustus 2007  | 1 augustus 2008   | LDP    |
| Minister voor Okinawa en de Koerilen            | Fumio Kishida         | Fumio Kishida 岸田文雄 (1957)              |                                                                   | 27 augustus 2007  | 1 augustus 2008   | LDP    |
| Minister voor Wetenschaps- en Technologiebeleid | Fumio Kishida         | Fumio Kishida 岸田文雄 (1957)              |                                                                   | 27 augustus 2007  | 1 augustus 2008   | LDP    |
| Minister voor Gelijkheid                        | Fumio Kishida         | Fumio Kishida 岸田文雄 (1957)              |                                                                   | 27 augustus 2007  | 1 augustus 2008   | LDP    |
| Minister voor Voedselveiligheid                 | Fumio Kishida         | Fumio Kishida 岸田文雄 (1957)              |                                                                   | 27 augustus 2007  | 1 augustus 2008   | LDP    |
|                                                 | Yuji Yamamoto         | Yuji Yamamoto 山本有二 (1952)              | Minister voor Financiële Diensten                                 | 26 september 2006 | 27 augustus 2007  | LDP    |
|                                                 | Hiroko Ota            | Hiroko Ota 大田弘子 (1954)                 | Minister voor Economische Betrekkingen                            | 26 september 2006 | 24 september 2008 | LDP    |
|                                                 | Genichiro Sata        | Genichiro Sata 佐田玄一郎 (1952)           | Minister voor Bestuurlijke Vernieuwing                            | 26 september 2006 | 28 december 2006  | LDP    |